# Гулов, Леонид
Леонид Гулов (эст. Leonid Gulov; род. 29 сентября 1981[…], Нарва) — эстонский гребец, выступавший за сборную Эстонии по академической гребле в 1997—2008 годах. Обладатель бронзовой медали чемпионата мира, победитель и призёр первенств национального значения, участник двух летних Олимпийских игр.

## Биография
Леонид Гулов родился 29 сентября 1981 года в городе Нарва Эстонской ССР. Проходил подготовку в местном спортивном клубе «Энергия».
Впервые заявил о себе в академической гребле на международном уровне в сезоне 1997 года, когда вошёл в состав эстонской национальной сборной и выступил на юниорском мировом первенстве в Хазевинкеле, где в зачёте парных четвёрок стал 23-м. Год спустя на юниорском мировом первенстве в Линце одержал победу в одиночках. Ещё через год на аналогичных соревнованиях в Пловдиве вновь был лучшим в одиночках. Также в 1999 году дебютировал в Кубке мира, в парных двойках стал восьмым на чемпионате мира в Сент-Катаринсе.
Благодаря череде удачных выступлений удостоился права защищать честь страны на летних Олимпийских играх 2000 года в Сиднее. Вместе с напарником Андреем Шилиным в двойках сумел квалифицироваться лишь в утешительный финал В и расположился в итоговом протоколе соревнований на девятой строке.
В 2001 году в парных четвёрках занял седьмое место на чемпионате мира в Люцерне.
В 2003 году на чемпионате мира в Милане в той же дисциплине вновь был седьмым.
Находясь в числе лидеров гребной команды Эстонии, благополучно прошёл отбор на Олимпийские игры 2004 года в Афинах. На сей раз совместно с Тыну Эндрексоном участвовал в главном финале А — финишировал в решающем заезде четвёртым, уступив в борьбе за бронзу около трёх секунд.
После афинской Олимпиады Гулов остался действующим спортсменом на ещё один олимпийский цикл и продолжил принимать участие в крупнейших международных регатах. Так, в 2005 году в парных четвёрках он одержал победу на этапах Кубка мира в Итоне и Люцерне, тогда как на чемпионате мира в Гифу завоевал бронзовую награду — пропустил вперёд только экипажи из Польши и Словении.
В 2006 году в парных двойках занял 20-е место на чемпионате мира в Итоне.
В 2007 году в одиночках показал 25-й результат на чемпионате мира в Мюнхене.
В 2008 году отметился выступлением на двух этапах Кубка мира и на том завершил спортивную карьеру.